# Златогорье 2: Холодные небеса
«Златогорье 2: Холодные Небеса»  — пошаговая RPG, являющаяся самостоятельным дополнением игры «Златогорье 2», завершающим её сюжет. Разработана компанией Burut CT, выпущена 23 января 2004 года. Игра основана на славянской мифологии.

## Ролевая система
В игре отсутствует чёткое разделение на классы, таким образом каждый игрок имеет возможность создавать собственного уникального персонажа, обладающего различными умениями, предпочтениями в выборе оружия и магической Школы. Развитие героя построено на получении опыта, который возрастает в результате совершения определённых действий, например, выполнение заданий или убийство врагов. При достижении определённого значения опыта, герой получает новый уровень, а вместе с ним некоторое количество очков опыта для изменения первичных характеристик (всего их 7) и очков распределения для навыков (всего их 27, разделённых по 9 навыков на три принадлежности — воин, маг, следопыт). Вторичные характеристики зависят как от величины первичных так и от уровня соответствующих навыков.
Имеется ряд новшеств, отличающих игру от предыдущей части, так, например, в начале игры герой может получить определённые перки ещё при создании персонажа.

## Сюжет
Согласно сюжету, герой Вертас, очнувшись у подножья Вулкана, не помнит кто он, что сделал, и что вообще был героем. Зато он хорошо помнит одно — он родом из страны с названием Златогорье. Позже герой узнаёт, что смерть Чернобога привела к нарушению Великого баланса в Небесных сферах, в результате чего над миром нависла угроза уничтожения. Флейта и Ноты, два затерянных в снегах Альберии древних артефакта — ключи к восстановлению баланса. Герою предстоит отыскать их и найти путь домой. Игра имеет несколько разных концовок, сводящихся к одному событию — битва в Светлограде.